# Down Upon the Suwanee River
Down Upon the Suwanee River er en amerikansk stumfilm fra 1925 instrueret af Lem F. Kennedy.

## Medvirkende
- Charles Emmett Mack som Bill Ruble
- Mary Thurman som Mary Norwood
- Arthur Donaldson som Dais Norwood
- Walter Merrill som Herbert Norwood
- Walter P. Lewis som Reverend John Banner
- Blanche Davenport
- Charles Shannon
- Major Alfred Goggins